# Свети Јаков Отшелник
Свети Јаков Отшелник (грч. Ιναχωβος ο αναχωρητης; IV век - после 456)  је хришћански светитељ, подвижник, сиријски пустињак. 
Детаљи живота Јакова Отшелника сачувани су у 21. поглављу књиге Теодорита Кирског "Историја Богољубља", који га је лично познавао. Јаков је био ученик светог Марона и Јевина и савременик светог Симеона Столпника. Јевин га је замонашио. У почетку је Јаков живео у малој ћелији, а затим се повукао на брдо, источно од града Кира. Дакле, Теодорит верује да је Јаков премашио свог учитеља Мароне. Јаков је живео под отвореним небом. Трпео је све промене и временске прилике. Хранио се неквашеним сочивом. На телу испод власенице носио је тешке ланце. Боловао је од опаке стомачне болести. Због великих богоугодних подвига и савршенства у врлинама добио од Бога дар чудотворства. Чинио чудеса велика. Чак и мртве васкрсавао именом Христовим. Једном дође к њему отац доневши свог мртвог синчића, и ридајући говораше светитељу: "Ја знам, слуго Божји, да је за тебе могуће све, само ако хоћеш да се помолиш Богу". - Свети Јаков, потресен сузама родитеља, преклони колена, и призвавши Бога васкрсе дечака и предаде га оцу. И многа друга чудеса сатвори преподобни Јаков. 
Теодорит описује чуда, које је Јацов чинио: исцељења; уз помоћ молитве, спасио је пацијенте из грознице, протерао демоне, умрло дете је васкрсао. Теодорит је више пута тражио молитвену помоћ Јакова у борби против Маркионских јеретика. До тренутка писања књиге "Историја Богољубља" (444 или 445 година), Јаков је живео у непрекидном посту и молитви око 38 година. 
У теолошким питањима Јаков је уживао је велико поштовање. 434. цар Теодосије написао је писмо Симеону Столпнику, Варадат и Јакову са захтевом да убеде епископа Теодорита Кирског да се помири са споразумом између архиепископа антиохијског Јована и архиепископа александријског Кирила. 457. године цар Лав замолио га је да подржи резолуцију Халкидонског сабора, као и да призна легитимитет архиепископа александријског Тимотеја II. 
Мирно је умро. У част пустињака Јакова, је саграђен манастир на брду Кафр Ракима. Православна црква га помиње 9. децембра по јулијанском календару.